# 픽셀 2
픽셀 2(Pixel 2), 픽셀 2 XL(Pixel 2 XL)은 구글이 설계, 개발, 마케팅한 안드로이드 스마트폰이다. 2017년 10월 4일 구글 행사 중에 픽셀, 픽셀 XL의 후속 제품으로서 발표되었다. 2017년 10월 19일 출시되었으며 구글 픽셀 하드웨어 계열의 2번째 스마트폰으로 간주된다.

## 역사
2017년 3월 초에 구글의 Rick Osterloh는 이듬해에 차세대 픽셀 전화가 나올 것이라 확인하였다. 그는 해당 제품이 프리미엄을 유지할 것이고 값싼 픽셀은 없을 것이라 언급하였다.
구글은 원래 자사의 2017년 대표 제품을 제조하기 위해 HTC을 사용하기로 작정하였으나 나중에 더 큰 픽셀 2 XL을 제조하기 위해 LG로 전환하였다. "Muskie"라는 코드명으로 픽셀 2 XL이 될 예정이었던 미출시 장치는 나중에 HTC에 의해 HTC U11+로 재개발되었다.
구글 픽셀과 픽셀 2 XL은 현재 버라이즌과 Project Fi에 의해 미국에서 이용할 수 있다.

## 사양

### 디자인
픽셀 2와 픽셀 2 XL의 뒷면은 플라스틱의 프리미엄 코팅과 함께 알루미늄으로 구성되어 있으며 무선 전송을 제공하기 위해 윗부분은 유리로 되어 있다. 기타 변경사항 없이 단순히 픽셀 디자인의 크기가 큰 버전인 오리지널 픽셀 XL과 달리 픽셀 2 XL의 외부 디자인은 더 작은 픽셀 2와는 설계상 차이가 있으며 픽셀 2의 16:9 AMOLED 대신 크기가 더 큰 18:9 P-OLED 디스플레이를 채용하고 있다.

### 하드웨어
픽셀 2와 픽셀 2 XL은 퀄컴 스냅드래곤 835의 지원을 받으며 4  GB LPDDR4X RAM이 장착되어 있다. 두 제품 모두 64, 128 GB의 스토리지 옵션으로 제공된다.

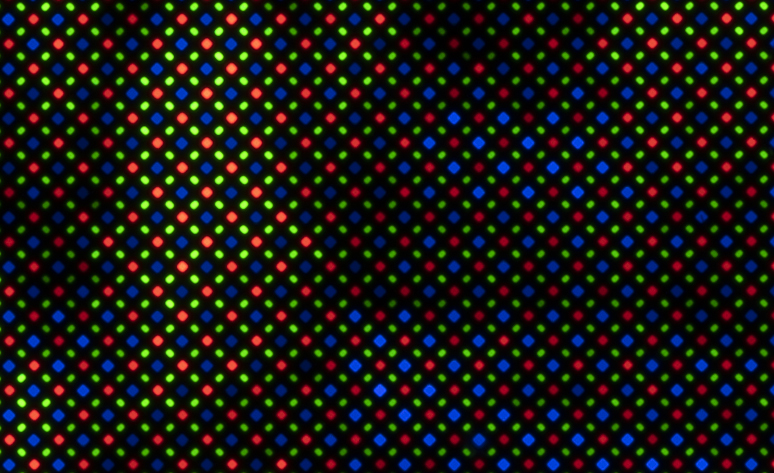
(XL이 아닌) 픽셀 2의 펜타일 픽셀 배치를 보여주는 확대 모습

픽셀 2는 5인치 능동형 유기 발광 다이오드 디스플레이 패널(1920×1080 해상도, 약 441 ppi)로 제공되며 픽셀 2 XL은 6인치 유기 발광 다이오드 디스플레이 패널(18:9 가로세로비와 2880×1440 해상도, 538 ppi)로 제공된다.
두 전화 모두 12.2 메가픽셀 후면 카메라를 포함하고 있으며 30 FPS의 4K 동영상 녹화, 120 FPS의 1080p 동영상 녹화, 240 FPS의 720p 동영상 녹화를 지원한다. 카메라는 또한 위상 검파 자동 초점, 레이저 자동 초점, HDR+ 처리를 포함하고 있다. 픽셀 2와 픽셀 2 XL은 또한 인텔이 설계한 픽셀 비주얼 코어 이미지 프로세서를 포함하고 있어서 더 빠르고 더 낮은 전력의 디지털 화상 처리를 가능케 하지만 2018년 1월 안드로이드 8.1이 출시되고 나서야 이용이 가능하였다. 카메라는 Raw 이미지 캡처를 지원하지 않으며 수동 컨트롤 기능이 없다. 애플의 아이폰 8, 아이폰 X과 달리 픽셀은 프로세서가 충분히 강력하지 않기 때문에 60 FPS의 4K 동영상 녹화를 지원하지 않는다. 카메라가 영상 흔들림 방지 기능이 있으나 다른 스마트폰이 제거할 수 있는 높은 주파의 흔들림의 일부를 제거하지 못한다. 픽셀 2 소유자들은 2020년 말까지 이 전화로 원래의 품질로 찍은 동영상과 사진들 전반을 위한 무제한의 기억 공간을 무료로 제공받으며, 그 이후로도 무제한의 고품질 스토리지 지원이 계속된다.
픽셀 2와 픽셀 2 XL은 USB 고속 충전을 지원하며 후면에 지문 인식 장치가 있으며 IP67 방진, 방수를 지원하며 데이드림 레디 제품이다.

### 소프트웨어
이 전화는 런칭할 때 기본 안드로이드 8.0 "오레오"를 포함한다. 구글은 3년 간의 소프트웨어 및 보안 업데이트를 약속했으며, 이 기간은 애플이 자사의 아이폰을 위해 제공하는 평균 4년의 지원에 가까운 것이다.
이 새로운 픽셀 폰들은 또한 액티브 엣지(Active Edge)라는 기능을 포함하고 있다. 이를 사용하면 전화의 사이드 부분을 밀어넣음으로써 구글 어시스턴트를 시작할 수 있으며 이는 HTC U11의 엣지 센스(Edge Sense) 기능과 비슷하다.
이 전화는 또한 카메라를 통해 시각 분석을 사용하여 관련 정보를 가져오도록 설계된 새로운 구글 렌즈 앱과 함께 출시되었다. 픽셀 2와 픽셀 2 XL 또한 장치를 통해 재생되는 노래들을 자동으로 역검색한다.
안드로이드 8.1 오레오는 2017년 12월 5일 픽셀 2와 픽셀 2 XL용으로 출시되었다.
안드로이드 파이, 안드로이드 10, 안드로이드 11까지 업데이트되었다. 하지만 안드로이드 12는 업데이트되지 않을 예정이다.

## 판매
미국에서 버라이즌과 Project Fi는 픽셀 2와 픽셀 2XL의 유일한 통신업자이다. 구글의 온라인 상점이나 베스트 바이, 타깃을 통해 무선망의 사용을 위해 소비자가 직접 구매할 수 있다.
2018년 3월 21일, 구글은 삼성 갤럭시 S9과 아이폰 X과 경쟁하기 위해, 2년 간 픽셀의 비용을 대고 사용할 경우 소비자에게 200달러 캐시백을 일시 오퍼로 제공하였다. 이 프로모션은 2018년 3월 31일 종료되었다.